# Cold data
Cold data (pol. zimne dane) – pojęcie w naukach związanych z przetwarzaniem informacji (obecnie szczególnie komputerowych). Za „zimne dane” uznaje się dane do których rzadko potrzebny jest dostęp. Niektóre definicje podają, że są to dane do których dostęp był ostatnio w ciągu więcej lub równe 31 dni temu. Według IBM dane kwalifikujące się do przeniesienia na taśmy, to takie do których ostatni dostęp był ponad 90 dni temu.
Aby zarządzać danymi stosuje się pojęcie Hierarchicznego Zarządzania Magazynem (Hierarchical Storage Management). Najbardziej „gorące dane” (w opozycji do „zimnych danych”, najczęściej używanych) umieszcza się na dyskach SSD. Potem gdy dane się „ochładzają” (są coraz rzadziej używane) na tradycyjnych talerzowych dyskach twardych. Następnie dyskach optycznych, a najbardziej „schłodzone” na taśmach magnetycznych. Oczywiście pojęcie jest dość umowne, bo często oprócz używania „gorących danych” z nośników o krótkim czasie dostępu, wykonuje się ich kopie np. na taśmach, gdyż nośniki SSD mają krótszy termin retencji danych, a często używane ulegają uszkodzeniu.
Traktowanie danych jako „zimnych” ma szczególnie sens dla wielkich firm. Mając duże ilości danych „zimnych”, transferując je na taśmy (np. LTO) zwalniają one miejsce na drogich dyskach, dla kolejnych danych częściej używanych, nie pozbawiając siebie możliwości wykorzystania, być może cennych danych „zimnych” w przyszłości. W gospodarstwach domowych może to przypominać trzymanie zdjęć – być może nie wszyscy przeglądają swoje zdjęcia codziennie, ale chętnie mogą wrócić do obejrzenia ich nawet po dekadzie czy dłuższym okresie, np. by pokazać je swojej żonie, czy wnukom. Szacuje się, że w 2020 liczba danych na świecie przekroczy 44 zettabajty. Z drugiej strony ludzie dysponują czasem wolnym miejscem na przechowywanie danych. Dobrym przykładem może być zakup jednej z konsol – jeśli użytkownik nie generuje dużej ilości danych, lub przechowuje je na czym innym, to kupując i używając zaledwie kilka gier, ma naddatek wolnego miejsca. Powstały więc firmy które chcą pośredniczyć, w monetyzowaniu posiadanej przestrzeni do danych, np. udostępniając ją firmom.